# Lirikonov zlát
Lirikonov zlát je mednarodno festivalno književno priznanje za vrhunske revijalne prevode poezije 21. stoletja v slovenščino in iz slovenščine v druge jezike (oboje objavljeno v festivalni antologiji Rp. Lirikon21), ki ga od leta 2006/2007 podeljujejo Velenjska knjižna fundacija, Rp. Lirikon21 in Mednarodni Lirikonfest Velenje. Priznanje je častno, izkazano z umetniško bronasto plaketo (delo akademskega kiparja Jurija Smoleta) in festivalno listino. 
Mestna občina Velenje je večletni glavni pokrovitelj priznanja v revijalnem programu Rp. Lirikon21, Javna agencija za knjigo Republike Slovenije pa ga sofinancira v festivalnem programu Mednarodnega Lirikonfesta Velenje. 

## Prejemniki
- Andrej Medved (2007)
- Mateja Bizjak Petit (2008)
- Draga Rinkema in Urška Zupanec (2009)
- Peter Kuhar (2010)
- Tanja Petrič (2011)
- Andrej Pleterski (2012)
- Lenka Daňhelová in Željko Perović (2013)
- Namita Subiotto (2014)
- Daniela Kocmut in Andrej Pleterski (2015)
- Mateja Komel Snoj (2016)
- Urška Zupanec in Katja Zakrajšek (2017)
- Maruša Mugerli Lavrenčič (2018)
- Barbara Pregelj (2019)
- Gabriella Gaál (2020)
- Dragica Fabjan Andritsakos (2021)
- Aleš Mustar (2022)
- Gašper Malej (2023)
- Špela Sevšek Šramel, Miha Kragelj in Klemen Pisk (2024)[1]